# Laïa Petretic
Laïa Petretic (* 7. April 2004) ist eine französische Tennisspielerin.

## Karriere
Petretic spielt vorwiegend auf Turnieren der ITF Women’s World Tennis Tour, bei denen sie bislang einen Titel im Einzel und fünf Titel im Doppel gewinnen konnte.
2020 erhielt sie zusammen mit ihrer Partnerin Sarah Iliev eine Wildcard für das Juniorinnendoppel der French Open. Die beiden erreichten mit einem Sieg über Julia Garcia und Leyre Romero Gormaz das Achtelfinale, wo sie dann aber Kamilla Bartone und Oxana Selechmetjewa mit 3:6 und 3:6 unterlagen.
2021 erhielt sie bei den French Open eine Wildcard für das Juniorinneneinzel, unterlag aber bereits in der ersten Runde Polina Kudermetowa mit 4:6, 6:4 und 5:7. Im Juniorinnendoppel trat sie in diesem Jahr mit Julia García an und erreichte mit ihr abermals das Achtelfinale, wo sie nur knapp in drei Sätzen mit 6:4, 3:6 und [8:10] den späteren Halbfinalistinnen Victoria Jiménez Kasintseva und Linda Nosková unterlagen.
2022 trat sie bei den Les Franqueses del Vallès im Damendoppel mit Joëlle Steur an, wo die beiden aber bereits in der ersten Runde gegen Claudia Hoste Ferrer und Xenija Laskutowa mit 6:74 und 3:6 verloren.
2023 erhielt sie eine Wildcard für den Einzelwettbewerb der Engie Open de l’Isère, verlor aber wie auch im Damendoppel an der Seite von Emma Léné bereits in der ersten Runde.

## Turniersiege

### Einzel
| Nr. | Datum        | Turnier  | Kategorie | Belag     | Finalgegnerin      | Ergebnis      |
| --- | ------------ | -------- | --------- | --------- | ------------------ | ------------- |
| 1.  | 11. Mai 2025 | Monastir | ITF W15   | Hartplatz | Kristina Penickova | 6:3, 5:7, 6:1 |

### Doppel
| Nr. | Datum           | Turnier    | Kategorie | Belag     | Partnerin           | Finalgegnerinnen                         | Ergebnis         |
| --- | --------------- | ---------- | --------- | --------- | ------------------- | ---------------------------------------- | ---------------- |
| 1.  | 19. Juli 2019   | Dijon      | ITF W15   | Hartplatz | Mylène Halemai      | Victoria Kalaitzis Justine Pysson        | 6:4, 6:4         |
| 2.  | 9. Juli 2022    | Casablanca | ITF W15   | Sand      | Anastassija Gurjewa | Paula Arias Manjón Marie Mettraux        | 6:1, 6:2         |
| 3.  | 20. August 2022 | Eindhoven  | ITF W15   | Sand      | Patricija Paukštytė | Demi Tran Lian Tran                      | 4:6, 7:5, [11:9] |
| 4.  | 27. August 2022 | Norrköping | ITF W15   | Sand      | Laura Hietaranta    | Weronika Baszak Astrid Wanja Brune Olsen | 6:4, 6:3         |
| 5.  | 6. April 2024   | Telde      | ITF W15   | Sand      | Tilwith Di Girolami | Loes Ebeling Koning Marina Markina       | 6:4, 6:3         |